# حارة محمد مساعد (الشيخ عثمان)

تعديل مصدري - تعديل

حارة محمد مساعد هي إحدى حارات حي عبود الواقع بمديرية الشيخ عثمان التابعة لمحافظة عدن، بلغ تعداد سكانها 1740 نسمة حسب تعداد اليمن لعام 2004.